# Indinavir
Indinavir (IDV, Handelsname: Crixivan) war ein Arzneistoff aus der Gruppe der HIV-Proteaseinhibitoren und wird zur Therapie von HIV-1-infizierten Patienten eingesetzt. 2021 erlosch seine Zulassung in der EU.

## Geschichte
Entwickelt wurde Indinavir von MSD Sharp & Dohme. 1996 erhielten orale Darreichungsformen von Indinavir die Zulassung durch die amerikanische Arzneimittelbehörde FDA und durch die europäische EMEA. Zum Zeitpunkt der Einführung gehörte Indinavir zu den am besten wirksamen antiviralen Wirkstoffen. Neuere, besser verträglichere Vertreter der HIV-Proteaseinhibitoren lösen Indinavir aber zunehmend ab. Ende 2019 nahm MSD mit Verweis auf bessere Alternativtherapien Indinavir außer Handel. 2021 erlosch die Zulassung in der EU.

## Indikation
Indinavir war zur Therapie von HIV-Infektionen angezeigt, konnte aber auch zur postexpositionellen Prophylaxe angewendet werden. Es wurde grundsätzlich nicht als Einzelmedikament eingesetzt, da dies wegen der Resistenzentwicklung der Viren nicht sinnvoll wäre. Zur Anwendung kam hingegen die Kombination von Indinavir mit zwei weiteren antiviralen Wirkstoffen, etwa Lamivudin und Zidovudin. Die empfohlene Dosierung von Indinavir beträgt dabei 3× täglich 800 mg in Form von Tabletten. Niedrigere Dosierungen haben eine deutliche Wirkungseinbuße zur Folge.

## Pharmakologie
Als Vertreter der HIV-Proteaseinhibitoren ist Indinavir in der Lage, das zur Virusreproduktion von HIV nötige Enzym HIV-Protease zu hemmen. Die Substanz besitzt dabei eine ca. zehnmal höhere Selektivität für die Protease von HIV-1 im Vergleich zu jener aus HIV-2. Die Folge ist eine starke Senkung der Viruslast, besonders in Verbindung mit anderen antiviralen Wirkstoffen. Indinavir wird im Blutkreislauf zu ca. 60 % an Plasmaproteine gebunden. In der Leber erfolgt die Metabolisierung und Eliminierung. Die Halbwertzeit beträgt dabei 1,8 Stunden.

## Nebenwirkungen und Kontraindikationen
Bei etwa 6 % der Patienten muss die Therapie wegen unerwünschter Wirkungen abgebrochen werden. Häufig treten Störungen des Gastrointestinaltraktes auf (Bauchschmerzen, Übelkeit, Diarrhoe). Es wird empfohlen viel Flüssigkeit zu sich zu nehmen, um dem Risiko von Kristallurie und Bildung von Nierensteinen entgegenzuwirken. Eine weitere, seltenere Nebenwirkung besteht in der sogenannten Lipodystrophie, abnormer Fettumverteilung (Stiernacken). Unerwünschte Laborwertveränderungen können Anstiege der Transaminasen oder des Bilirubins sowie Proteinurie sein. HIV-Proteaseinhibitoren weisen aufgrund der Elimination durch die Leber zahlreiche Interaktionen mit anderen gebräuchlichen Arzneistoffen auf (z. B. Rifampicin, Terfenadin, Astemizol, Cisaprid und Benzodiazepine). Das führt zu vielfältigen Problemen bei Mehrfachmedikation, wie sie im Zuge einer AIDS-Erkrankung nicht ungewöhnlich ist.

## Nachteil
Indinavir musste sehr genau alle 8 Stunden eingenommen werden, um eine ausreichende Bioverfügbarkeit zu gewährleisten. Die Einnahme sollte 1 Stunde vor oder 2 Stunden nach einer Mahlzeit erfolgen. Fett- und proteinreiche Mahlzeiten verringern die Resorption beträchtlich, während durch leichte Mahlzeiten kaum eine Veränderung erfolgt. Es war jedoch empfohlen, das Präparat nüchtern einzunehmen.